# Дорогою ціною
«Дорогою ціною» — повість українського письменника Михайла Коцюбинського. Дія відбувається у 1834—1836 роках, коли вже була ліквідована Задунайська Січ і в Україні існувала панщина.

## Жанр твору
Як зазначає Ю. Кузнецов, ще у 1906 році Л. Старицька-Черняхівська назвала «Дорогою ціною» пригодницьким твором. І досі немає єдиної думки серед дослідників, як визначати жанр твору: перед нами повість чи оповідання, пригодницький це твір чи романтично-психологічний?

## Історія написання
Повість писалася упродовж 1899—1901 рр. Автор кілька разів переробляв її. Задумавши поважну повість, він змушений був частково обмежитися компромісом. Письменник переконався, що для епічного розмаху бракує сил його молодому талантові. Тому-то варіант, підготовлений до друку в листопаді 1901 р. та опублікований 1902 р. на сторінках «Киевской старины», залишився нормативним, попри факт, що не все в ньому подобалося авторові [3, 71 — 72].

## Композиція
Вступ (експозиція) — палке слово автора про героїчну історію народу, про його нескорений вільнолюбний дух.
I частина — втеча Остапа і Соломії від пана. Це зав'язка сюжету.
II частина — переправа через Прут і поранення головного героя.
III частина — перебування Остапа у плавнях, пошуки Соломією порятунку. Поєдинок юнака з вовком.
IV частина — головні герої у циган, арешт Остапа.
V частина — Кульмінацією повісті є спроба Соломії визволити коханого з-під турецької варти. Розв'язка твору — загибель головної героїні.
Епілог — старий Остап живе самотньо і чекає зустрічі у вічності з коханою.

## Сюжет
Події відбуваються в той період, коли козацтво було знищене, а селянство українських земель було закріпачене. Волелюбні козаки не хотіли коритися, деякі з них втекли в турецькі землі й заснували там нову Січ. Час від часу туди тікали від невиданих утисків селяни.
Зібрався тікати й Остап, якого пан за непокірність хотів віддати у москалі. Прощається хлопець зі своєю коханою Соломією, залишаючи її з осоружним чоловіком.
Соломія перевезла коханого через річку та й залишилася сама.
Ось вже довго йде Остап степами, коли чує, ніби хтось його кличе. Озирнувся — якийсь козак його доганяє. Коли підійшов ближче, Остап пізнав у молодому козакові свою Соломію. Жінка не могла лишитися сама з нелюбом, тому вирішила теж утекти. Довелося тільки відрізати її довгі чорні коси, та вона ладна була всім пожертвувати заради коханого.
З часом добралися Остап із Соломією до Дунаю. Тут разом з іншими втікачами мали чекати ночі, щоб перепливти човнами на інший берег. Та коли сідали в човни, наїхали козаки й почали стріляти. Знайомий Соломії та Остапа, Іван, встиг вскочити у човна, вони ж лишилися на березі й мали швидко тікати.
Пересидівши деякий час, звернулися до знайомого мірошника, який обіцяв їм допомогу. Той запропонував зробити пліт та вночі самотужки перепливти Дунай. Через деякий час пліт був готовий. Ним попливли обоє втікачів, у густому тумані не бачачи нічого. Тільки знову їм не пощастило — один козак почув плюскіт та вистрілив навмання в той бік. Остапа було поранено в груди.
Ледве дісталися Остап із Соломією до твердого ґрунту, сховалися в плавнях. Остапові було зовсім зле, жінка обмила його, перев'язала, а сама вирішила піти роззирнутися.
Соломія заблукала в плавнях і не могла знайти коханого. Він же лежав самотній і прощався зі світом. Ввижався йому дідусь, який своїми оповідями про козацьке життя завжди розпалював нескоримий дух в онукові. Та Соломії не було. До Остапа прийшов голодний вовк, постояв трохи і пішов. Навкруги горіли плавні. Нарешті Соломія знайшла чоловіка і кинулася до циганської хатки за підмогою. За гроші, які жінка мала у вузлику, цигани згодилися прийняти втікачів до себе, поки Остап не видужає. Видужував він дуже повільно. Господарі вже почали скоса поглядати на непроханих гостей, тому Соломія мала йти на заробітки, гроші ж усі віддавала старому циганові.
В хаті жили старі циган з циганкою та молоді, було видно, що це злодії. Якось вночі, як звичайно, чоловіки вирушили на промисел, повернулися ж раптово. Старий циган був поранений. Наступного дня, коли Соломія була на роботі, вони знялися, залишивши в хатині самого Остапа. Соломія ж у цей день зустріла знайомого Івана. Разом повернулися вони додому, але нікого вже там не побачили. Не було ні циганів, ні Остапа. Кинулись його шукати і знайшли у в'язниці. Даремно намагалася Соломія довести його невинність. Остапа вирішили видати російській стороні. Соломія підмовила Івана відбити чоловіка в той день, коли його мають везти річкою на той берег. Разом наскочили вони на турків зі зброєю, однак перемогти їх не змогли. Загинув підстрелений Іван, захлинулася в холодній воді Соломія. Остап був повернутий до пана і жорстоко покараний. Багато років по тому, вже старим дідом він служить сторожем на бессарабській полонині і ввижається йому, що в голосі вітру кличе його кохана Соломія.

## Характеристика головних персонажів
Головних героїв твору, Остапа й Соломію поєднує палке кохання й вірність, обоє рішучі, сильні, запальні, готові долати життєві труднощі. Якщо Остап дуже нагадує своїх літературних попередників на взір Шевченкових Яреми Галайди («Гайдамаки») та Варнака (поема «Варнак» і повість «Варнак»), Нечуєвого Миколи Джері («Микола Джеря») тощо, то пара головних героїв сприймається нестандартно й додатково збагачує дію любовним мотивом. Соломія — вродлива і сильна жінка. Вона має високу і міцну, «як на доброго мужика», постать, гарне, «свіже, повне обличчя, з карими очима, що так виразно біліло при картатому очіпку й пасмах чорного волосся». Коли вона разом з Остапом тікала з рідного села, то «дивилась у простір засмученими карими очима». В її очах відбивався і сум за рідним краєм, який вона покидала, і тривога за невідоме майбутнє. Соломія — вольова, мужня й ніжна жінка, щира й вірна подруга Остапа. Заради коханого та волі вона «вбралась у штани та ладна мандрувати хоч на край світу…». Вона вирішила радше втекти, аніж усе життя прожити в розкоші але з нелюбом. «…Далі прокинулась і чую, що все мені противне, все гидке: і чоловік, і панщина, й життя моє безщасне… Пропадай все воно пропадом…». Щоправда, задовольняючи вимоги героїко-романтичного твору, автор трохи ідеалізує персонажів. Для відмінювання їхнього благородства він упроваджує епізодичних дійових осіб, як-от Іван Котигорошка — тип надійного товариша. Він щиро переймається долею своїх нових друзів, готовий ризикувати власним життям, аби допомогти Остапові й Соломії [3, 72 — 73].

## Екранізація
1957 року вийшла однойменна кольорова екранізація Марка Донського «Дорогою ціною» повісті М. Коцюбинського. Головні ролі виконували: Віра Донська, Юрій Дедович, Іван Твердохліб, Ольга Петрова.
Фільм відзначено Британською кіноакадемією як найкращий зарубіжний фільм, який демонструвався в Англії у 1958 році.[джерело?]

## Опера
1948 року композитор і лібретист Михайло Вериківський за трьома епізодами повісті створив оперний етюд на 3 фрагменти «Втікачі».